# Patagonientyrann
Patagonientyrann (Colorhamphus parvirostris) är en fågel i familjen tyranner inom ordningen tättingar.

## Utseende
Patagonientyrannen är en rätt enfärgad men subtilt attraktiv liten tyrann. Noterbart är rundat huvud med mörk kindfläck och rostfärgade vingband. Ingen liknande art finns i dess utbredningsområde.

## Utbredning och systematik
Patagonientyrann förekommer från södra Chile (Provincia de Valdivia) och näraliggande södra Argentina till Tierra del Fuego. Den placeras som enda art i släktet Colorhamphus och behandlas som monotypisk, det vill säga att den inte delas in i några underarter. 

## Levnadssätt
Patagonientyrannen häckar i tempererad ursprunglig regnskog. Där håller den sig vanligen högt uppe i träden och undgår därför lätt upptäckt. Under flyttningen och vintertid är det lättare att komma den nära när den besöker trädgårdar, parker och öppet skogslandskap, ofta med inslag av fruktbärande buskar. Sommartid ses den enstaka eller i par, vintertid ibland i småflockar.

## Status
Arten har ett stort utbredningsområde och beståndet anses vara stabilt. Internationella naturvårdsunionen IUCN listar den därför som livskraftig (LC).